# Ngày lễ Bộ đội Biên phòng Ba Lan
Ngày lễ Bộ đội Biên phòng (tiếng Ba Lan: Święto Straży Granicznej) là một ngày lễ của đất nước Ba Lan, rơi vào ngày 16 tháng 5. Ngày lễ được quy định theo Đạo luật Biên phòng và theo quyết định của Sejm (hạ viện Quốc hội Ba Lan) ngày 21 tháng 7 năm 1995 nhân kỷ niệm ngày thành lập bộ đội biên phòng, tức là ngày 16 tháng 5 năm 1991 .
Đây không phải là một ngày nghỉ lễ.

## Lịch sử
Trong quá khứ, Bộ đội Biên phòng có tiền thân là đội hình bộ đội được bố trí ở biên giới sau Chiến tranh thế giới thứ nhất năm 1919 nhân kỷ niệm ngày Quốc khánh Ba Lan (ngày 11 tháng 11). Do đó 11 tháng 11 là dịp để trao huân chương cho người có công với đất nước. Sau Chiến tranh thế giới thứ hai, SG, một bộ phận của Lực lượng Bảo vệ Biên giới, đã lấy ngày 12 tháng 10 nhân kỷ niệm Trận Lenino chính thức là Ngày Quân đội Ba Lan. Ngoài ra, Lực lượng Bảo vệ Biên giới còn có một ngày nghỉ lễ riêng là vào ngày 10 tháng 6, nhân kỷ niệm sự kiện giành lại được biên giới phía tây nhờ nhóm chiến thuật của Quân đoàn 2 Ba Lan (Lực lượng Bảo vệ Biên giới - WOP - được thành lập chỉ 3 tháng sau, tức là vào ngày 13 tháng 9 năm 1945) .